# Weimarstraat
De Weimarstraat (aanvankelijk Saksen-Weimarstraat) is een straat in de Haagse wijk Regentessekwartier, die weer een onderdeel is van het stadsdeel Segbroek. Het is een lange winkelstraat tussen de Koningin Emmakade en de Valkenboskade.
De Weimarstraat is in 1894 naar de Groothertog van Saksen-Weimar-Eisenach genoemd (waarbij in deze naam Weimar refereert aan de plaats Weimar), een Duitse edelman die aanvoerder was in de Nederlandse legers tijdens de Slag bij Waterloo. Deze hertog werd niet alleen geëerd met een straatnaam, maar hij kreeg ook een gedenkteken op het Lange Voorhout.
De Groothertog was getrouwd met prinses Sophie, dochter van Koning Willem II. In 2000 werd het Regentessekwartier aangewezen tot stadsvernieuwingsgebied, en kregen (en krijgen) vele fraaie straten hun oude glorie terug. Op de kop van de Weimarstraat, hoek Valkenboslaan, is in 2004 het nieuwe Stadsdeelkantoor Segbroek (tevens politiebureau) geopend.